# Clavicranaus tarsalis
Clavicranaus tarsalis is een hooiwagen uit de familie Manaosbiidae.